# Округ Маршал (Мисисипи)
Округ Маршал (енгл. Marshall County) је округ у америчкој савезној држави Мисисипи.

## Демографија
По попису из 2010. године број становника је 37.144, што је 2.151 (6,1%) становника више него 2000. године.
| Група             | 2000.          | 2010.          |
| Белци             | 16.774 (47,9%) | 18.161 (48,9%) |
| Афроамериканци    | 17.622 (50,4%) | 17.439 (46,9%) |
| Азијати           | 39 (0,1%)      | 75 (0,2%)      |
| Хиспаноамериканци | 425 (1,2%)     | 1.192 (3,2%)   |
| Укупно            | 34.993         | 37.144         |